# 室木駅
室木駅（むろきえき）は、かつて福岡県鞍手郡鞍手町大字室木に設置されていた、日本国有鉄道（国鉄）室木線の駅（廃駅）である。室木線の廃止に伴い、1985年（昭和60年）4月1日に廃駅となった。

## 歴史
- 1908年（明治41年）7月1日：国鉄の遠賀川駅 - 当駅間（後の室木線）開業と同時に、新設[1]。一般駅[1]。
- 1974年（昭和49年）3月5日：荷物の取り扱いを廃止[1]。駅員無配置駅となる[2]。
- 1984年（昭和59年）2月1日：荷物の取り扱いを廃止。(注：上記とのどちらかが「貨物の取り扱いを廃止」の誤りと思われる)
- 1985年（昭和60年）4月1日：室木線の全線廃止に伴い、廃駅となる[1]。

## 駅構造
廃止時は1面1線の単式ホームを有する無人駅で、本線のほか機回し線があった。駅舎は、開業時からのものであった。

## 駅周辺
- むすんでひらいて鞍手工場
- 山陽新幹線
- 九州自動車道
- 福岡県道9号室木下有木若宮線
- 福岡県道55号宮田遠賀線
- 西川（遠賀川支流）

## 輸送量・収入
| 年度 | 旅客（人） | 貨物量（トン） | 旅客収入（円） | 貨物収入（円） |
| ---- | ---------- | -------------- | -------------- | -------------- |
| 1924 | 33,449     | 55,806         | 12,381         | 44,721         |
| 1928 | 22,039     | 32,551         | 7,266          | 28,030         |
| 1931 | 19,267     | 54,517         | 5,112          | 41,472         |
| 1935 | 18,883     | 51,001         | 4,782          | 42,900         |

- 福岡県統計書各年度版より

## その他
- 石炭産業の衰退後、山陽新幹線建設資材の搬入地として多数の側線が敷かれたが、工事の終了とともに側線も撤去された。

## 隣の駅
日本国有鉄道
室木線
八尋駅 - 室木駅